# Sifton (municipalité rurale)
Pour les articles homonymes, voir Sifton.

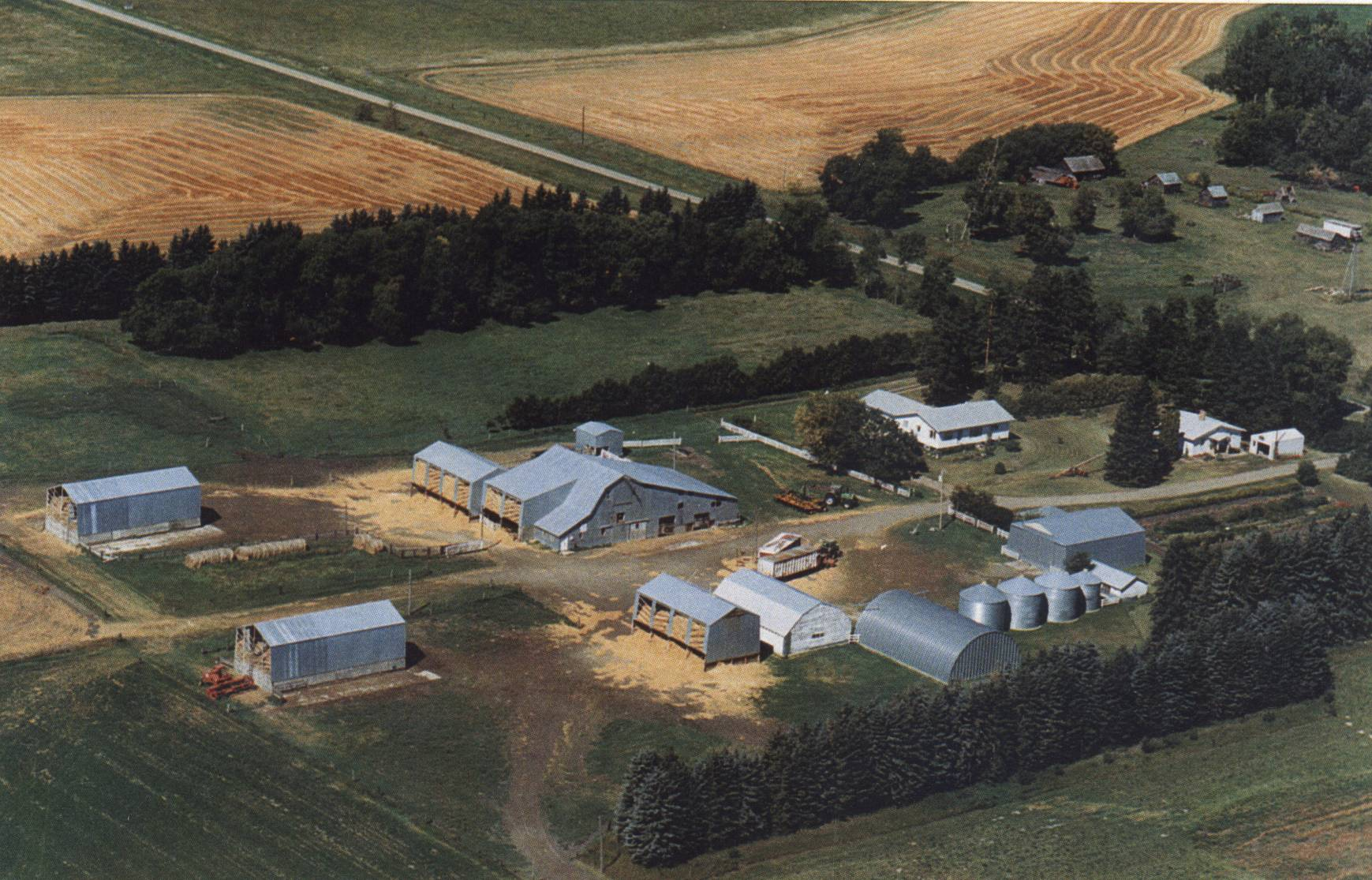
Une ferme à Sifton

Sifton est une municipalité rurale du Manitoba située au sud-ouest de la province. La population s'élève à 766 habitants. La ville de Oak Lake est enclavée dans le nord du territoire de la municipalité le long de la route Transcanadienne.

## Géographie
- Territoire : 768,27 km2 (296,65 mi²)
- Localisation : sud-ouest du Manitoba
- Code régional : +1-204

## Démographie
| 2001 | 2006 | 2011  | 2016  |
| ---- | ---- | ----- | ----- |
| 766  | 796  | 1 172 | 1 256 |

## Référence
- (en) Cet article est partiellement ou en totalité issu de l’article de Wikipédia en anglais intitulé « Rural Municipality of Sifton » (voir la liste des auteurs).

1. ↑  « Statistique Canada - Profils des communautés de 2006 -    Sifton » (consulté le 6 juin 2020)
2. ↑  « Statistique Canada - Profils des communautés de 2016 -   Sifton » (consulté le 3 juin 2020)